# 立松晃
立松 晃（たてまつ あきら、1913年8月1日 - 1994年11月12日）は、日本の俳優。

## 経歴
1913年（大正2年）8月1日、吉崎潔として東京市赤坂区(現在の東京都港区)に生まれる。
松竹蒲田撮影所、日活を経て1935年（昭和10年）新興キネマ東京撮影所に入社した。
同年に『国境の町』、『稽古扇』に準主役で出演し、『若人の世界』での初主演を皮切りに、数々の主演作に出演した。
1939年（昭和14年）に新興キネマを退社し、同年東宝映画に入社、1942年（昭和17年）には大映へ移籍した。
1950年（昭和25年）にフリーになった後、1954年（昭和29年）に東映と契約し、脇役として活躍した。

## 出演映画

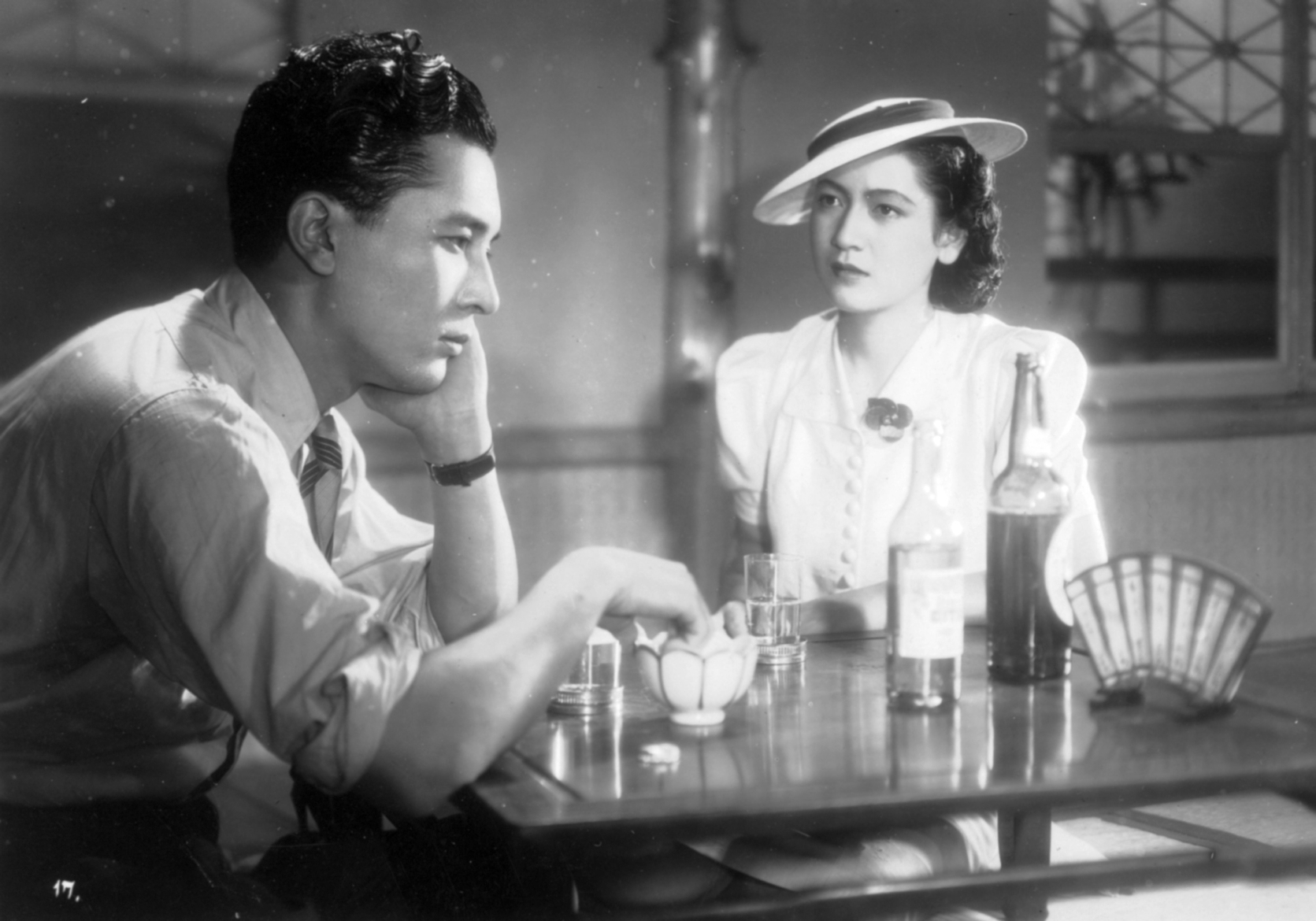
1939年『東京の女性』 立松晃（左）、原節子（右）

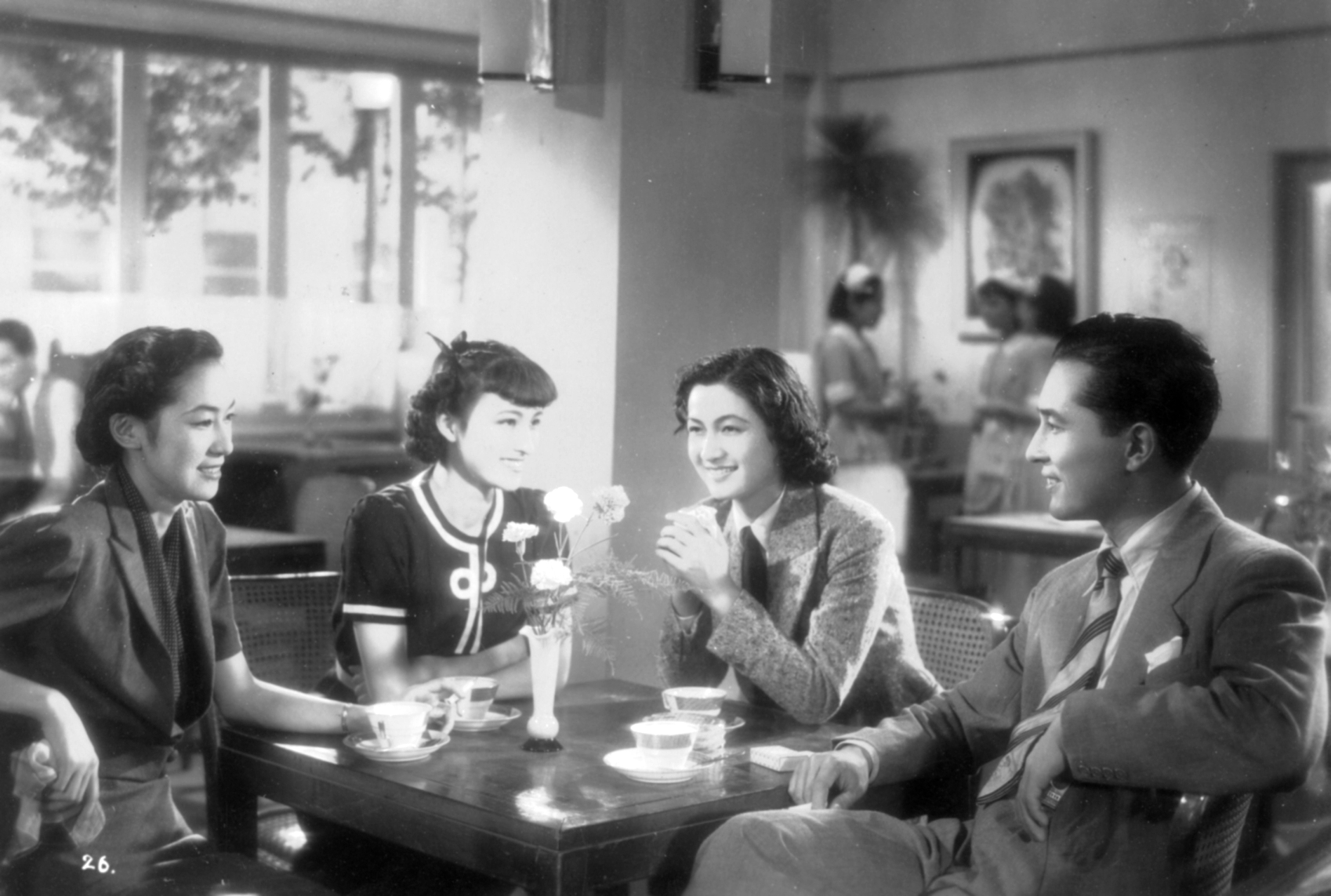
1939年『東京の女性』 左から水上怜子、江波和子、原節子、立松晃

以下に日本映画データベースに従い公開日、作品名、製作会社、役名を記載。
一部KINENOTEに従い追加。
- 1934年8月15日　『紅い唇紅い頬』 　日活多摩川
- 1935年2月1日　『貞操問答 高原の巻』 　入江プロ　- 美沢
- 1935年2月14日　『三つの真珠』 　日活多摩川　- 九頭龍正夫
- 1935年2月14日　『貞操問答 都会の巻』 　入江プロ　- 美沢
- 1935年5月1日　『国境の町』 　新興東京　- ヴァイオリニスト奏信雄
- 1935年5月8日　『稽古扇』 　新興東京　- おつなの息子でハマの与太者船虫の紋次
- 1935年5月15日　『男三十前』 　高田プロ　- 山田の友人
- 1935年6月26日　『恋の浮島』 　新興東京　- 都会の富裕な青年三上
- 1935年7月1日　『花嫁学校』 　新興東京　- 株屋安井英二
- 1935年8月15日　『都会の船唄』 　新興京都　- 下村晃
- 1935年8月31日　『急行列車』 　高田プロ　- 謙一の弟泰雄
- 1935年9月26日　『若人の世界』 　新興東京　- T大学の水泳部選手牧山武二
- 1935年10月25日　『私のあなた』 　新興東京　- 金満家の養子田村長助
- 1935年11月16日　『王者目指して』 　新興東京　- 昭和大学野球部主将藤田貢太郎
- 1935年11月21日　『暁の麗人 前篇 千賀子の巻』 　新興東京　- 画家長尾勇作
- 1935年12月7日　『暁の麗人 後篇 弓子の巻』 　新興東京　- 画家長尾勇作
- 1935年12月21日　『三聯花』 　新興東京　- 医学博士矢野誠一
- 1936年1月5日　『三つの愛』 　新興東京　- 津山
- 1936年2月21日　『武器なき人々』 　新興東京　- 新聞記者小池雅夫
- 1936年3月14日　『花嫁設計図』 　新興東京　- ガス会社の検針係章吉
- 1936年3月21日　『女の友情 愛と暴風篇』 　新興東京　- 赫子の腹違いの兄慶之助
- 1936年4月15日　『浮かれ桜』 　新興東京　- 松の湯の息子礼三
- 1936年4月23日　『真夜中の酒場』 　新興東京　- 混血児ジョージ
- 1936年5月7日　『残月の歌』 　新興東京　- 松沢
- 1936年5月29日　『椿は紅い』 　新興東京　- 大学のボート選手速水俊一
- 1936年6月11日　『初恋日記』 　新興東京　- 松平
- 1936年6月25日　『聖処女』 　新興東京　- 会社ゴロ灘孝
- 1936年7月8日　『寂光愛』 　新興東京　- 成毛子爵の御曹子徹
- 1936年7月15日　『大地の愛 前篇』 　新興東京　- 清兵衛の秘書片山俊吉
- 1936年7月30日　『大地の愛 後篇』 　新興東京　- 清兵衛の秘書片山俊吉
- 1936年9月17日　『美人自叙伝』 　新興東京　- 常右衛門の長男常太郎
- 1936年10月31日　『新月抄』 　新興東京　- 音楽家宮部静夫
- 1936年12月17日　『町内の看板娘』 　新興東京　- 銀行員伊勢恭助
- 1937年1月7日　『脱線令嬢』 　新興東京　- W大学生河野良一
- 1937年2月11日　『女の行く道』 　新興東京　- 検事長谷勇二
- 1937年3月6日　『牡丹くづるゝ時』 　新興東京　- 作曲家竹村収一
- 1937年4月8日　『泣くな鴎よ』 　新興東京　- 水夫の秀夫
- 1937年6月3日　『青空士官』 　新興東京　- 電信技手高木富吉
- 1937年9月1日　『結婚への道』 　新興東京　- 島津良策
- 1937年9月23日　『海軍爆撃隊』 　新興東京　- 海軍航空兵浜崎竜夫
- 1937年11月3日　『男なりゃこそ』 　新興東京　- 草野一郎
- 1937年12月31日　『花嫁勢ぞろひ』 　新興東京　- 保険の勧誘員秋山新太郎
- 1938年1月12日　『泣くな嘆くな若人よ』 　新興東京　- S大学拳闘部選手人見憲太郎
- 1938年2月23日　『現代の英雄』 　新興東京　- 真木健一郎
- 1938年3月15日　『青春オリンピック』 　新興東京　- 赤根源三
- 1938年4月14日　『母の魂』 　新興東京　- 道隆の息子道也
- 1938年6月8日　『たのしき今宵』 　新興東京　- 医学士中島謙一
- 1938年6月15日　『人妻真珠』 　新興東京　- ピアニスト長瀬
- 1938年7月13日　『結婚真剣勝負』 　新興東京　- 若い会社員立川正夫
- 1938年7月14日　『晩春三日の夢』 　新興東京　- 山名茂樹
- 1938年8月31日　『乙女ごころ』 　新興東京　- ホテルの若き当主東條行雄
- 1938年9月1日　『歌姫懺悔』 　新興東京　- レコード会社の企画部長宗田竜介
- 1938年9月15日　『最後の審判』 　新興東京　- 検事古河健
- 1938年10月20日　『新月の歌』 　新興東京　- 小学校教師片岡誠一
- 1938年10月27日　『貧しき者の幸福』 　新興東京　- 作造の孫新吉
- 1938年11月3日　『新しき門』 　新興東京　- 図画教師林義一
- 1938年11月3日　『罪なき罪』 　新興東京　- 糸井欣一
- 1938年12月15日　『日本の魂』 　新興東京　- 朝倉英太郎
- 1938年　『春雨の夜に別れたり』 　新興東京　- 竜平の息子勉
- 1939年1月7日　『評判五人娘』 　新興東京　- その兄梅雄
- 1939年1月26日　『女難突破』 　新興東京　- 太兵衛の息子幸一
- 1939年10月31日　『東京の女性』 　東宝映画東京　- 木幡好之
- 1939年12月13日　『金語楼の親爺三重奏』 　東宝映画東京　- その息子勝彦
- 1940年2月14日　『お転婆社長』 　東宝映画東京
- 1940年4月10日　『金語楼のむすめ物語』 　東宝映画京都　- 夫敏夫
- 1940年5月1日　『新妻鏡 前篇』 　東宝映画東京　- 金田徹
- 1940年5月8日　『新妻鏡 後篇』 　東宝映画東京　- 金田徹
- 1940年11月26日　『姑娘の凱歌』 　東宝映画東京
- 1941年9月18日　『花嫁剣法』 　新興京都　- 霧隠才蔵
- 1941年10月30日　『伊賀越東軍流』 　新興京都　- 堀川三学
- 1942年1月14日　『大村益次郎』 　新興京都　- 三瀬周三
- 1942年5月14日　『維新の曲』 　大映京都　- 松平定敬
- 1942年8月27日　『八処女の歌』 　大映第一
- 1943年1月8日　『虚無僧系図』 　大映第一　- 酒井左門次
- 1947年12月23日　『蝶々失踪事件』 　大映東京
- 1948年2月24日　『オリオン星座』 　大映東京
- 1949年6月6日　『毒薔薇』 　大映東京　- 那波
- 1950年4月2日　『オオ!!細君三日天下』 　太泉映画
- 1950年5月20日　『青空天使』 　太泉映画
- 1950年5月27日　『狼人街』 　太泉映画
- 1950年7月8日　『龍眼島の秘密 全三篇』 　映配、秀映社　- 野元洋太郎（朝毎新聞記者）
- 1950年10月28日　『東京十夜』 　秀映社
- 1952年3月14日　『高原の悲歌』 　東京プロ、ニューカレントプロ
- 1954年11月8日　『あゝ洞爺丸』 　東映東京　- 一等運転士横田
- 1954年11月30日　『忠治外伝 火の車お万』 　東映東京
- 1954年12月21日　『さいざんす二刀流』 　東映東京　- 細川侯
- 1955年6月13日　『正義の快男児 中野源治の冒険 完結篇 地下砲台の恐怖』 　東映東京　- 三村
- 1956年11月28日　『魔像』 　東映京都　- 戸部近江之介
- 1956年11月28日　『孫悟空 第一部』 　東映京都　- 二郎真君
- 1956年12月5日　『孫悟空 第二部』 　東映京都　- 二郎真君
- 1957年2月25日　『海賊奉行』 　東映京都　- 浪人吉沢
- 1957年4月30日　『隼人族の叛乱』 　東映京都　- 西崎豊後
- 1957年5月12日　『喧嘩道中』 　東映京都　- 戸倉屋彦作
- 1957年9月29日　『若さま侍捕物帳 鮮血の人魚』 　東映京都　- 小森新太郎
- 1957年11月17日　『はやぶさ奉行』 　東映京都　- 大蔵鉄之丞
- 1957年12月1日　『朝晴れ鷹』 　東映京都　- 尾形源之助
- 1957年12月8日　『赤穂義士』 　東映京都　- 堀部安兵衛
- 1958年1月29日　『緋ざくら大名』 　東映京都
- 1958年7月13日　『新選組』 　東映京都　- 来島又兵衛
- 1959年4月1日　『月光仮面 怪獣コング』　 東映東京
- 1959年5月19日　『遊星王子』 　東映東京　- 沢本
- 1959年7月14日　『怪談一つ目地蔵』 　東映京都　- 伝蔵
- 1960年4月12日　『蛇神魔殿』 　第二東映京都　- 徳川吉宗
- 1961年2月15日 『八州血煙り笠』 　第二東映京都　- 権次
- 1961年3月19日 『柳生武芸帳 夜ざくら秘剣』 　第二東映京都　- 秋葉信助